# Búfalo
Bubalus é um gênero da família Bovidae, sub-família Bovinae, que foi amplamente distribuído na Eurásia no Pleistoceno. O gênero Bubalus inclui quatro espécies: Bubalus depressicornis ou Anoa, que vive apenas na Indonésia, com 46 cromossomos; Bubalus mindorensis, encontrado apenas na ilha de Mindoro nas Filipinas, chamado também de tamarao ou búfalo-de-mindoro; Bubalus arnee, o selvagem búfalo-asiático, originário do norte da Índia; e o Bubalus bubalis, espécie derivada da domesticação de Bubalus arnee. A domesticação ocorreu relativamente recentemente (há 5000 anos) em comparação com a domesticação do Bos taurus (há 10000 anos). O búfalo asiático parece ser domesticado no vale do Indo, na China e na Mesopotâmia, de onde foi introduzido no Egito e no sul da Itália pela invasão dos árabes no século VIII e depois nos Balcãs pelos cruzados e, finalmente, pela invasão turca seljúcida, durante a expansão do Império Otomano no século XV.
O búfalo-doméstico, também conhecido como "Water Buffalo" ou búfalo-d'água (Bubalus bubalis) são divididos em dois grupos principais: o Bubalus bubalis bubalis com 2n=50 cromossomos, também conhecidos como "River Buffalo" búfalo-do-rio, e o Bubalus bubalis var. kerebau ou Carabao com 2n=48 cromossomos, composto por apenas uma raça, conhecida como "Swamp Buffalo" ou búfalo-do-pântano. Não se confundem com o Bisão ou Búfalo Americano, Bos bison bison com 2n=60 cromossomos, nem com o Búfalo Africano, Syncerus caffer, com 2n=52 cromossomos e pertence ao grupo dos big five). O período de gestação dos bubalinos pode variar de 278 a 311 dias, mais ou menos 9 a 10 meses, dependentes da região e da raça considerada.
A população mundial de búfalos é estimada em 208 milhões de cabeças distribuída sem 77 países em cinco continentes, com 201 milhões (96,8%) na Ásia; 3,5 milhões na África (1,7%); 2,5 milhões (1,2%) na América, 460 mil na Europa (0,2%) e cerca de 137 mil cabeças na Oceania 
No Brasil, são reconhecidas pela Associação Brasileira de Criadores de Búfalos quatro raças: Mediterrâneo, Murrah, Jaffarabadi (búfalo-do-rio) e Carabao (búfalo-do-pântano). Os animais da raça Mediterrâneo têm origem italiana, possuem aptidão tanto para produção de carne quanto de leite, têm porte médio e são medianamente compactos.

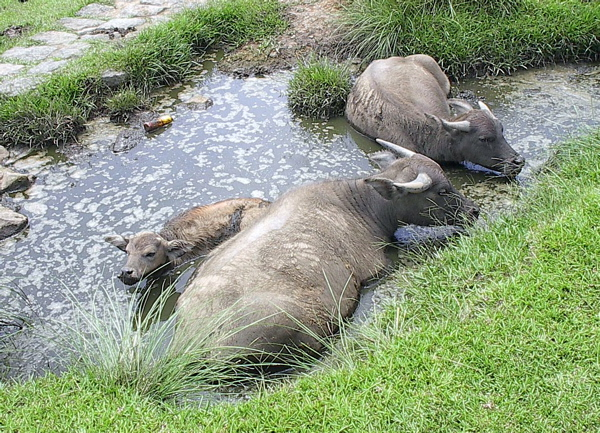
Búfalos em Taiwan.

A raça Murrah, de origem Indiana, apresenta animais com conformação média e compacta, cabeças leves e chifres curtos, espiralados enrodilhando-se em anéis na altura do crânio. Jaffarabadi, também indiana, é a raça menos compacta e de maior porte, apresenta chifres longos e de espessura fina, com uma curvatura longa e harmônica. A raça Carabao é a única adaptada às regiões pantanosas, e está concentrada na ilha de Marajó, no Pará e no Maranhão; teve sua origem no norte das Filipinas, apresenta pelagem mais clara, cabeça triangular, chifres grandes e pontiagudos, voltados para cima, porte médio e capacidade para produção de carne e leite, além de serem bastante utilizados como força motriz.

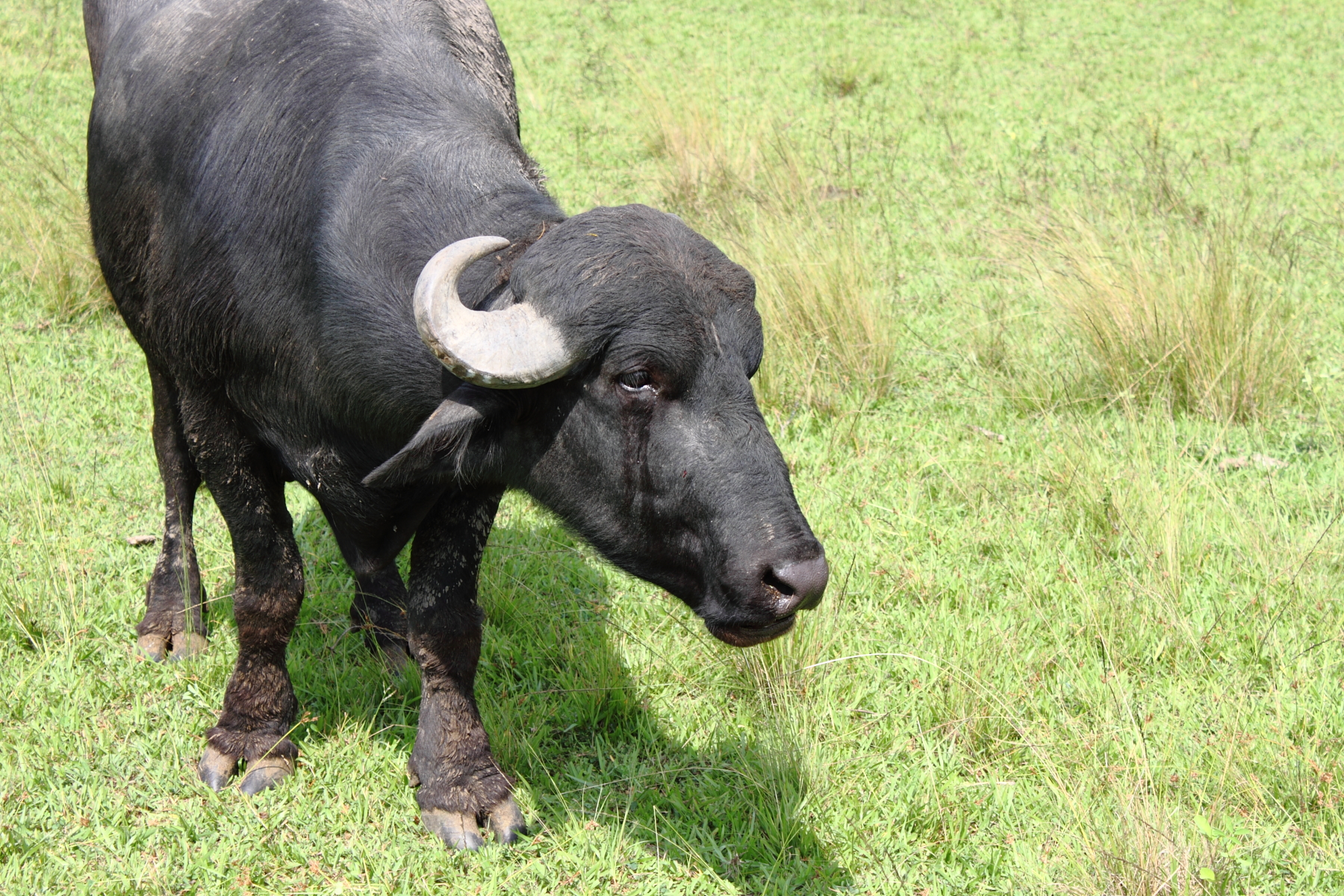
Búfalo da raça Murrah

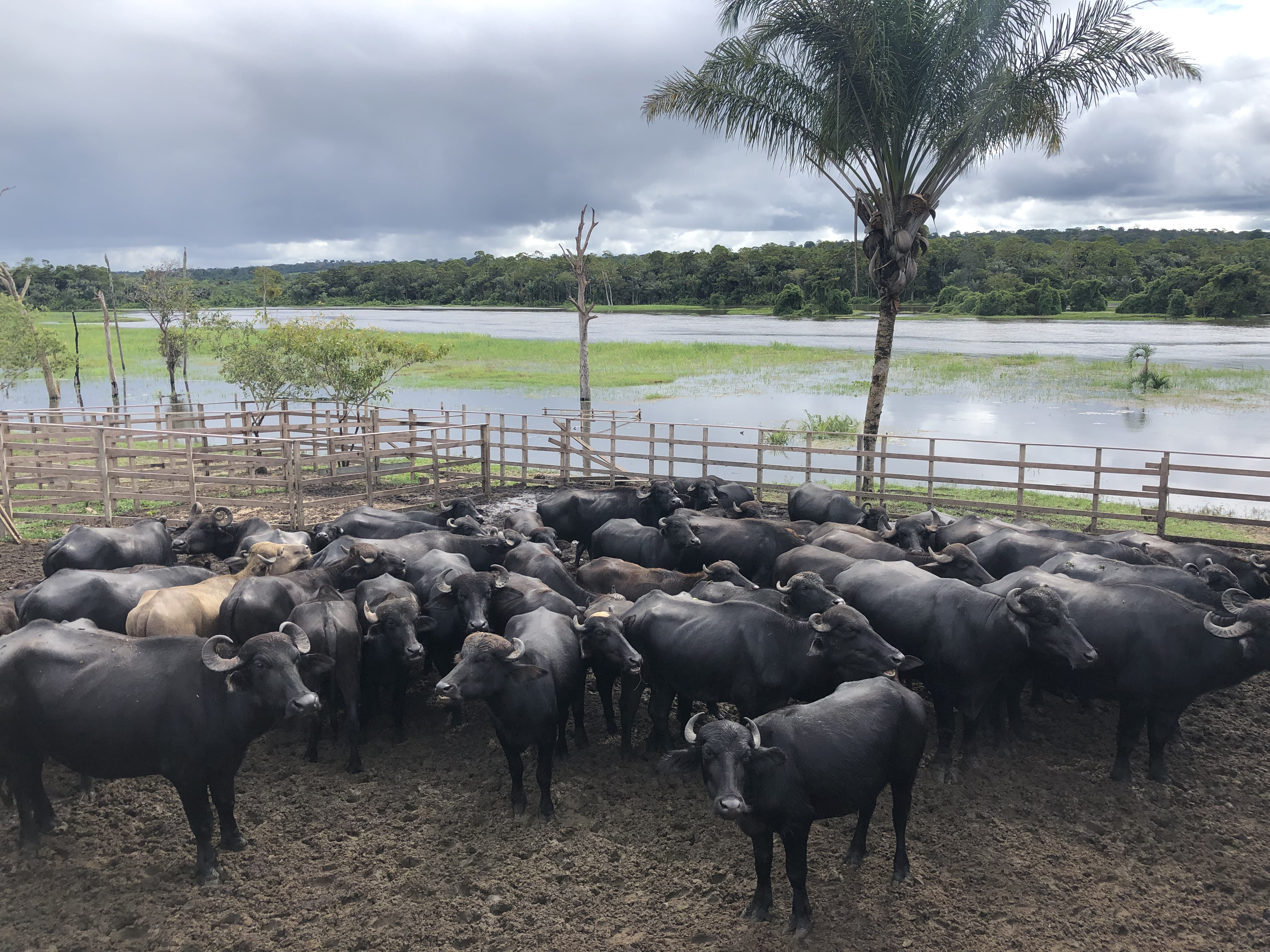
Rebanho bubalino mestiço em propriedade rural no Estado do Pará

Os Bubalinos têm temperamento dócil, o que facilita sua criação e manejo e se adaptam  bem às condições ambientais úmidas. Como sua pele é preta com poucos pelos também pretos, sofrem muito quando estão sob a luz do sol e, o que agrava ainda mais é a dificuldade que os bubalinos têm de dissipar o calor extracorpóreo, em função do reduzido número de glândulas sudoríparas. Por esse motivo as propriedades de bubalinos geralmente dispõe de açude ou lago para que o animal possa ficar mergulhado nas horas mais quentes do dia, tendo ainda como coadjuvante para a sua perfeita regulação térmica corpórea, áreas de sombra.

## Galeria (anatomia)

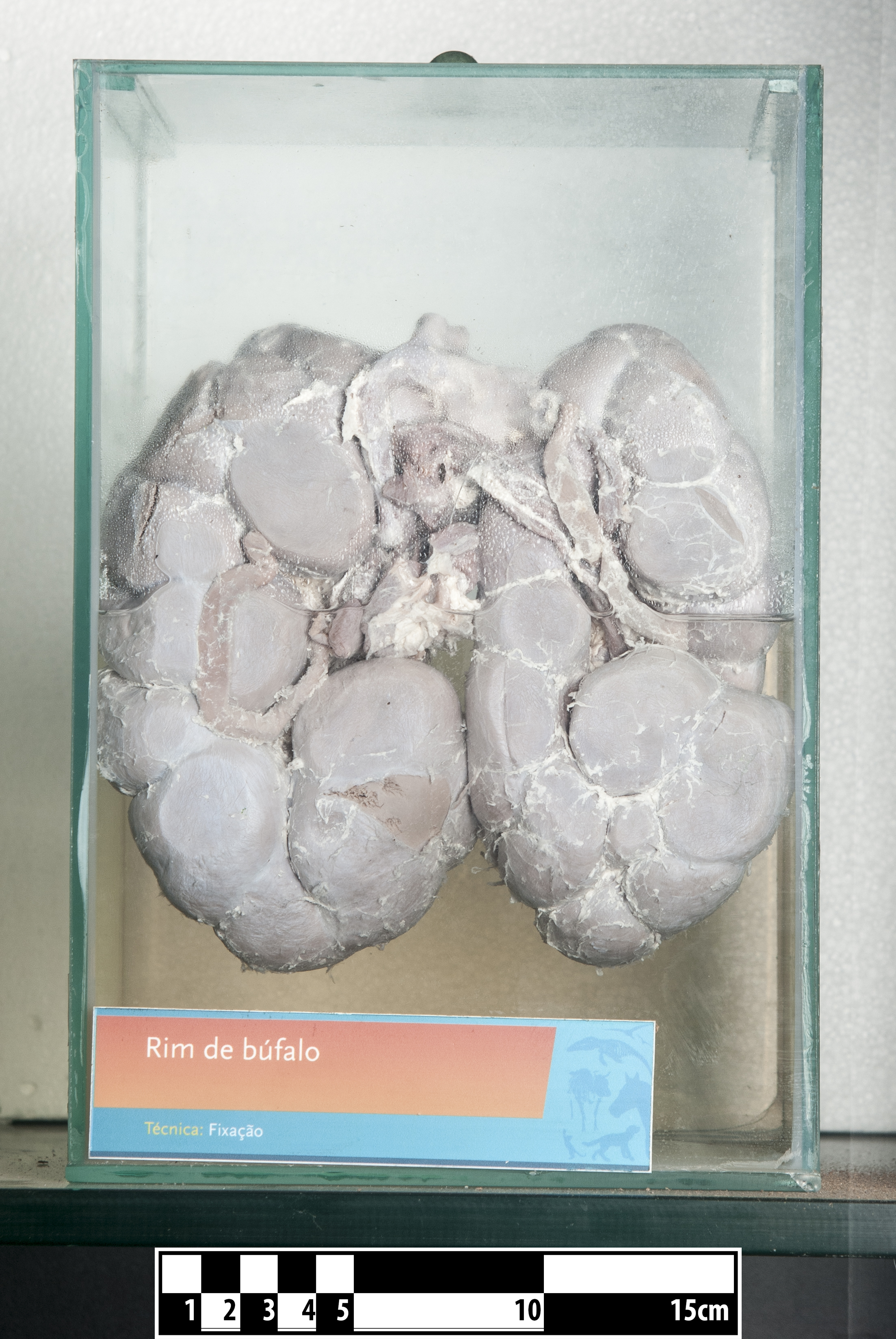
Rim de búfalo.Em exposição no MAV/USP.
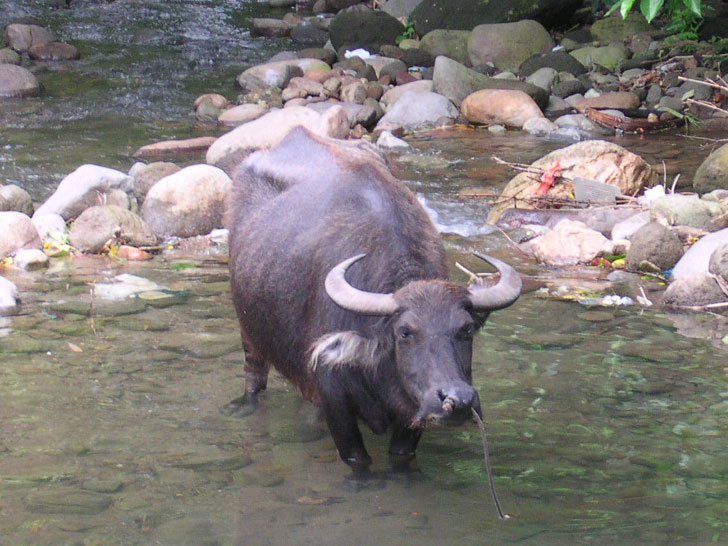
búfalo da raça carabao
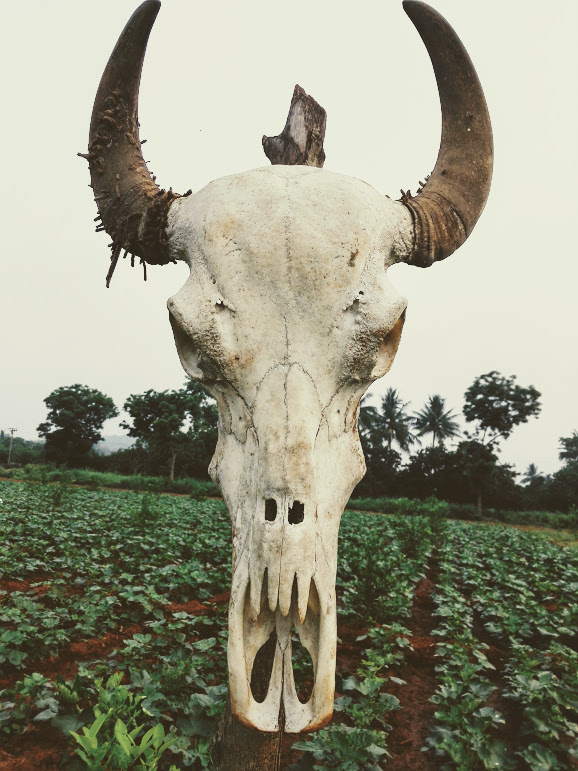
Crânio de búfalo.